# (38442) Szilárd
(38442) Szilárd, désignation internationale (38442) Szilard, est un astéroïde de la ceinture principale.

## Description
(38442) Szilard est un astéroïde de la ceinture principale. Il fut découvert le 24 septembre 1999 à Piszkesteto par Krisztián Sárneczky et Gyula M. Szabó. Il présente une orbite caractérisée par un demi-grand axe de 2,90 UA, une excentricité de 0,08 et une inclinaison de 0,9° par rapport à l'écliptique.

## Compléments